# محمدرضا شهیدی‌فرد
محمدرضا شهیدی‌فرد (متولد ۱۴ دی ۱۳۴۸ مشهد) مجری، تهیه‌کننده و کارگردان اهل ایران است. وی عضو کمیته کارشناسی گویندگان و مجریان صدا و سیما نیز می‌باشد.

## زندگی
محمدرضا شهیدی‌فرد؛ ۱۴ دی ۱۳۴۸ در مشهد به دنیا آمد.

## فعالیت‌ها
وی فعالیت خود را در نوجوانی و از رادیو مشهد آغاز کرد. در آن زمان جواد آتش‌افروز، وی را برای کار در رادیو تأیید کرد و در برنامه‌ای به‌نام امیدهای انقلاب اسلامی با تهیه‌کنندگی آتش‌افروز کار خود را آغاز کرد. در سال ۱۳۶۸ پس از قبولی در دانشکده سینما و تئاتر دانشگاه هنر به تهران آمد و در گروه‌های ادب و هنر و اجتماعی رادیو نیز همکاری می‌کرد. فعالیت خود در تلویزیون را در سال ۱۳۷۰ و با برنامه «تا هشت و نیم» آغاز کرد. «مردم ایران سلام» از دیگر برنامه‌های وی در تلویزیون بود که تهیه‌کنندگی، کارگردانی و اجرای زنده آن را بر عهده داشت که از سال ۱۳۸۵ از شبکه دو تلویزیون ایران به مدت ۲۰ ماه پخش شد. برنامه بعدی وی در تلویزیون که پخش آن در تابستان ۱۳۹۰ از شبکه یک تلویزیون ایران آغاز شد، تحت عنوان «پارک ملت» بود که تهیه‌کنندگی و اجرای زنده آن را بر عهده داشت. از جمله برنامه‌های جنجالی او، سؤال صریح و بی پرده از محسن رضایی در مورد اینکه فرزند او در موقع مصاحبه، در خارج چه میکند، بود که باعث شهرت گرفتن شهیدی‌فرد شد و شجاعت وی را تحسین نمودند.